# Welkenraedt
Welkenraedt (in ripuario Wälekete, in tedesco Welkenrath, in vallone Welkenrote, in olandese Welkenraat) è un comune del Belgio francofono con minoranze tedesche e neerlandesi situato nella Regione Vallonia, nella provincia di Liegi.

## Geografia
Fa parte dell'arrondissement di Verviers e del cantone elettorale e giudiziario del Limburgo. Il comune di Welkenraedt raggruppa dal 1º gennaio 1977 Welkenraedt e Henri-Chapelle. Conta 9.164 abitanti (2005) e si estende su una superficie di 2.446 ettari. La sua altitudine varia tra i 230 e i 354 metri. Il comune è gemellato con i comuni di Epfig e Nove.

## Storia
Il comune ha fatto parte della parrocchia di Baelen ma a partire dal 1796-1799 fu promosso a comune a seguito del distacco da Baelen; amputato di Herbesthal, ceduto alla Prussia nel 1816 (trattato dei confini) al 1919 (trattato di Versailles), poi riattaccato a Lontzen; annesso al Terzo Reich dal 1940 al 1944, nel 1947 non restava che il 10,5% della popolazione di lingua tedesca. Città e stazione ferroviaria di frontiera dal 1816 al 1919, vede un nuovo sviluppo a partire dalla costruzione della linea ferroviaria tra Liegi e Colonia nel 1843.
È un comune a statuto speciale per l'insegnamento delle lingue minoritarie (tedesco e neerlandese: art. 3.4° della legge del 30 luglio 1963) e potenzialmente a statuto speciale per l'utilizzo delle lingue in materia amministrativa (art. 16 delle leggi del 18 luglio 1966).